# Język amis
Język amis, także: ami, amia, bakurut, lam-si-hoan, maran, pagcah, pangcah, pangtsah, sabari, tanah (chiń. trad. 阿美語, pinyin: āměiyǔ) – język z rodziny austronezyjskiej (języki tajwańskie), używany przez tajwańskich aborygenów Ami zamieszkujących region między Hualian i Taidong.
SIL International wyróżnia następujące dialekty: środkowy amis (haian ami, hsiukulan ami), tawalong-wataan (kuangfu, kwangfu), południowy amis (hengch’un amis, peinan, taitung), chengkung-kwangszan, północny amis (nanszi amis). W 2002 roku językiem amis posługiwało się 138 tys. osób – jest to jedyny język tajwański, któremu nie zagraża wymarcie.
Jest zapisywany alfabetem łacińskim. 